# CANCEL (本田美奈子.のアルバム)
『CANCEL』（キャンセル）は、本田美奈子の3枚目のオリジナル・アルバム。1986年9月28日に東芝EMIから発売された。

## 解説
- ロンドン・レコーディングによる3枚目のアルバム。既発のシングルは収録されなかった。

- 1曲目「キャンセル」にはゲイリー・ムーアがギターで参加、また6曲を編曲しているガイ・フレッチャー（英語版）はロキシー・ミュージックの元ツアーメンバー（1981～1983）で、当時はダイアー・ストレイツに在籍していた。
- 3曲、6曲目はそれぞれカジャグーグーのメンバーだったニック・ベッグス（英語版）とリマールが作曲。
- 4曲を編曲している難波正司は河村隆一、アリス等のプロデュースの他T-SQUARE のメンバー（後に脱退）としてアルバム『GRAVITY』に参加。
- 7曲目のルーレットはクイーンのジョン・ディーコンが作曲。
- 写真集「キャンセル」によれば9曲目の作曲者ウィリアム・ロビンソンはモータウン で活躍したスモーキー・ロビンソン（William 'Smokey' Robinson, Jr.）と考えられる。
- 同アルバム収録曲によるビデオクリップ集「DANGEROUS BOND STREET」も作成された。
- 参考：既発シングル…「HELP／TOKYO GIRL」「the Cross -愛の十字架-／HEARTBEAT AWAY」

## 収録曲
（全作詞：秋元康）
1. キャンセル [3:30]
作曲：筒美京平、編曲：難波正司
  - 東芝「SUGAR CD」CMソング
2. 止まらないRAILWAY [3:43]
作曲：筒美京平、編曲：難波正司
3. Lovesong for somebody [5:03]
作曲：Nick Beggs、編曲：Guy Fletcher
4. SHIKASHI [3:50]
作曲：Gary Stevenson, Rop Curtis, Dave West、編曲：Guy Fletcher
5. Bond street [3:49]
作曲：筒美京平、編曲：難波正司
6. 24時間の反抗 [3:46]
作曲：Limahr, D.Nakamoto, B.Griffin、編曲：Guy Fletcher
7. ルーレット [3:57]
作曲：John Deacon, Robert Ahwai、編曲：Guy Fletcher
8. Feel like I'm running [4:35]
作曲：Manny Elias, Pete Byrn, Simon Clark、編曲：Guy Fletcher
9. NO PROBLEM [3:30]
作曲：William Robinson、編曲：Guy Fletcher
10. 涙をF.O.して [4:56]
作曲：筒美京平、編曲：難波正司